# Haroldo Sanford
Haroldo Sanford de Barros (Camocim, 11 de setembro de 1925) é um militar e político brasileiro, outrora deputado federal pelo Ceará.

## Dados biográficos
Filho de Antônio Fernando Barros e da descendente de norte-americanos de origens francesa e inglesa Susana Sanford Barros. Ingressou na Academia Militar das Agulhas Negras em 1947 onde iniciou sua carreira militar, assim como frequentou a Escola de Artilharia Antiaérea em 1950 e a Escola de Aperfeiçoamento de Comando de Oficiais em 1957. No Ceará dirigiu o Departamento de Trânsito de Fortaleza e a companhia telefônica da respectiva cidade entre 1958 e 1962 quando esteve no PSD e depois no PTB. Após migrar para o PTN elegeu-se deputado estadual em 1962 e ante a imposição do bipartidarismo via Ato Institucional Número Dois, optou pela ARENA, mas figurou apenas na sétima suplência como candidato a reeleição em 1966. Coronel da reserva do Exército Brasileiro, foi eleito deputado estadual em 1970 e 1974 como entusiasta do Regime Militar de 1964. Eleito deputado federal em 1978, ingressou no PDS com a volta do pluripartidarismo em 1980 e no ano seguinte foi eleito primeiro vice-presidente da Câmara dos Deputados durante a gestão Nelson Marchezan.
Reeleito deputado federal em 1982, faltou à votação da Emenda Dante de Oliveira em 1984 e escolheu Paulo Maluf no Colégio Eleitoral em 1985. A seguir foi eleito primeiro secretário da Câmara dos Deputados sob a presidência de Ulysses Guimarães. Mesmo ligado a Virgílio Távora, disputou um novo mandato pelo PMDB em 1986, mas não passou de uma suplência. Disputou os três pleitos seguintes, chegando a filiar-se a sucessores do PDS como o PPR e o PPB após sair do PMDB, mas não obteve êxito.
Seu irmão, Marcelo Sanford, foi eleito deputado federal pelo PTN do Ceará em 1962.